# Vittore de Franceschi
Vittore de Franceschi foi um prelado católico romano que foi bispo de Famagusta (1552–?).

## Biografia
No dia 12 de fevereiro de 1552, Filippo Bon foi nomeado durante o papado de Júlio III como Bispo de Famagusta. Não se sabe quanto tempo ele serviu. O próximo bispo registado é Gerolamo Ragazzoni, nomeado a 15 de janeiro de 1561. Enquanto bispo, foi o principal co-consagrador de Vincenzo Diedo, Patriarca de Veneza (1556).